# Kansas City standard
Pour les articles homonymes, voir Kansas City.
 (avril 2023).
Si vous disposez d'ouvrages ou d'articles de référence ou si vous connaissez des sites web de qualité traitant du thème abordé ici, merci de compléter l'article en donnant les références utiles à sa vérifiabilité et en les liant à la section « Notes et références ».
Le standard de Kansas city, ou Kansas City standard (KCS), est un standard de stockage de données informatiques utilisant des cassettes audio ordinaires comme support. Il est aussi appelé BYTE standard ou CUTS pour Computer Users’ Tape Standard, soit standard de cassette d'utilisateur informatique.
Ce standard conçu en 1975 utilise des données série asynchrones. La modulation est de type audio frequency-shift keying (AFSK) et encode un '0' par une représentation en 4 cycles de 1 200 Hz d’une onde sinusoïdale. Le '1' étant représenté par 8 cycles de 2 400 Hz. Ceci aboutit à un débit de 300 bits par seconde. 
Le Kansas City standard fut utilisé par :
- Plusieurs systèmes basés sur le Bus S-100 (en), comme le MITS et l’Altair 8800
- PT SOL-20
- Ohio Scientific C1P/Superboard II
- Compukit UK101
- Acorn Atom
- Nascom (Qui supporte aussi une variante à 1 200 bit/s)
- Motorola MEK D1 6800
- SWTPC basé sur le 6800